# Te Tiarama
Te Tiarama est un parti politique français actif en Polynésie française, formé par l'ancien président de la Polynésie française Alexandre Léontieff le 23 janvier 1988 après son départ du Tahoeraa huiraatira à la suite d'une rupture avec Gaston Flosse.